# Марике Лукас Рејнефелд
Марике Лукас Рејнефелд (енгл. Marieke Lucas Rijneveld; Нивендејк, Холандија, 20. април 1991) је холандска списатељица. Рајневфелд је освојио/ла Међународну Букерову награду 2020. заједно са својим преводиоцем Мишел Хачисон за дебитантски роман The Discomfort of Evening. Рајневфелд је први холандски аутор који је освојио награду, прва небинарна особа којој је то успело  и тек трећи холандски аутор који је номинован.

## Живот
Марике Лукас Рејнефелд је одрастао/ла у реформисаној протестантској породици на фарми у Северном Брабанту у Холандији. Рајнефелд је изјавио/ла да је његов/њен дебитантски роман, преведен на енглески као The Discomfort of Evening, делимично инспирисан смрћу његовог/њеног брата када је имала три године. Требало му/јој је шест година да доврши роман.
Реч је да је Рајнефелд развио/ла интересовање за писање у основној школи након што је прочитала Хари Потер и камен филозофа ЈК Роулинг, који је позајмио/ла из локалне библиотеке. Пошто се у реформаторским круговима позивање на магију сматра табуом, Рајнефелд је прекопирао/ла целу књигу на свој компјутер како би могао/могла да је поново прочита када врати роман. Ријнвелд се идентификује и као мушко и као женско, а друго име Лукас је узео/ла са деветнаест година, пошто је био/ла малтретиран/на у средњој школи због свог „дечачког изгледа и природе“. Почетком јануара 2022, Рајнефелд је објавиола да користи he/him личне заменице на енглеском, пошто је претходно користио/ла заменице they/them, и zij/haar (she/her) на холандском.
Рајнефелд је рекао/ла да је Јан Волкерс, који је такође одрастао у реформисаном окружењу, његов/њен идол. Интересовање за поезију распламсало се док је похађао/ла логопедске сесије и гледао/ла слике са поезијом док је чекао/ла терапијску сесију. Када је Рајнефелд почео/ла да напредује у терапији, терапеут му/јој је дозволио да чита те песме.
Рајнефелд је студирао/ла да постане професор холандског, али је одустао/ла да би се фокусирао/ла на писање. Збирку поезије Kalfsvlies објавио/ла је 2015. године, а те исте године проглашен/а је за најперспективнијег новог холандског писца. Пробио/ла се, на националном и међународном нивоу, својим дебитантским романом The Discomfort of Evening (Тескоба вечери), чији је енглески превод добио позитивне критике и освојио Међународну Букерову награду 2020. Уследила је друга књига поезије 2019, а други роман, Mijn lieve gunsteling, 2020.
Рајнефелд  је био/ла у уређивачком тиму de Revisor, холандског књижевног часописа, 2016.
Године 2021. америчка песникиња Аманда Горман одабрала је Рајнефелд  да преведе њено дело на холандски. Рајнефелд је у почетку прихватио/ла наруџбу, али се касније повукао/ла након што је холандска новинарка и културна активисткиња Џенис Деул критиковала издавача што је наручио белог преводиоца за дело црног песника.

### Збирке поезије
- Kalfsvlies, 2015 (енглески: Calf's caul, изводе из којих је на енглески превела Сара Тимер Харви и ушла у ужи избор за такмичење за превођење часописа Asymptote "Close Approximations" 2017.).[17][18]
- Fantoommerrie, 2019 (енглески: Phantom Mare) [19]
- Komijnsplitsers, 2022 (енглески: Hairsplitters, quibblers (буквално: cumin splitters)) [20]

### Новеле
- De avond is ongemak (Тескоба вечери), 2018, објављено на енглеском као The Discomfort of Evening
- Mijn lieve gunsteling (My Heavenly Favourite) (Мој небески фаворит), 2020[14][21]
- Het verdriet van Sigi F. (The Grief of Sigi F.), 2023[22]

### Есеји
- Het warmtefort, 2022  (CPNB Book Week)(енглески: The warmth fortress) [23]

## Награде
- Kalfsvlies, награђен C. Buddingh’ Prize за најбољи песнички деби на холандском језику 2015.[24]
- De avond is ongemak, награђен ANV Debutantenprijs, наградом за најбољи дебитантски роман на холандском, 2019.[25]
- Ко-победник, са преводиоцем Мишел Хачисон, Међународне Букерове награде за 2020. за The Discomfort of Evening.[3]
- Mijn lieve gunsteling, награђен  Boon,[26] категоријом белетристике и публицистике, 2022.